# Pflegegeld
Das Pflegegeld ist in Deutschland und Österreich eine Form der staatlichen Hilfe für pflegebedürftige Menschen.
Im 19. Jahrhundert hingegen war Pflegegeld die übliche Bezeichnung für eine Bezahlung, die kranke oder pflegebedürftige Menschen für die Aufnahme in eine Krankenanstalt und dortige ärztliche Behandlung aufzubringen hatten.

## Deutschland
In der Pflegeversicherung können Pflegebedürftige gem. § 37 Abs. 1 Satz 1 SGB XI anstelle der häuslichen Pflegehilfe ein Pflegegeld beantragen. Bei erheblichem Hilfebedarf für die gewöhnlichen und regelmäßig wiederkehrenden Verrichtungen im Ablauf des täglichen Lebens infolge eines Arbeitsunfalls oder einer Berufskrankheit gewährt die gesetzliche Unfallversicherung ein Pflegegeld gem. § 44 SGB VII. Bei Hilfebedürftigkeit ist das Pflegegeld eine Leistung der Hilfe zur Pflege nach dem SGB XII. Leistungsbezieher, die am Stichtag 31. März 1995 einen Anspruch auf Pflegegeld nach § 69 Bundessozialhilfegesetzes (BSHG) hatten, erhalten ein sog. Besitzstandspflegegeld. 
Werden Hilfen zur Erziehung außerhalb des Elternhauses erbracht, so ist auch der notwendige Unterhalt des Kindes oder Jugendlichen sicherzustellen (§ 39 Abs. 1 Satz 1 SGB VIII). Diese Leistung wird in der Kinder- und Jugendhilfe ebenfalls als Pflegegeld bezeichnet.
Das Pflegegeld aus der Pflegeversicherung und der gesetzlichen Unfallversicherung ist steuerfrei (§ 3 Nr. 1 EStG).
Die steuerliche Behandlung von Pflegegeld für Kinder in Familienpflege wird durch verschiedene BMF-Schreiben geregelt.
Das Pflegegeld ist eine zweckgebundene Leistung, die bei der Ermittlung des Anspruchs auf Prozesskostenhilfe nicht als einzusetzendes Einkommen berücksichtigt wird. Das Pflegegeld ist ferner unpfändbar und zwar sowohl für die pflegebedürftige Person selbst (§ 54 Abs. 3 SGB I) als auch für die Pflegeperson, sofern das Pflegegeld an diese weitergeleitet wird.
Seit dem 1. Januar 2017 wurden die bis dahin geltenden Pflegestufen 0–3 im Zuge des Pflegestärkungsgesetzes 2 durch nunmehr fünf Pflegegrade ersetzt. Dadurch haben sich auch die Leistungen geändert, die pflegebedürftige Menschen seitens der Pflegekassen beziehen.

## Österreich
In Österreich ist das Pflegegeld bei Pflegebedürftigkeit eine Leistung des Bundespflegegeldgesetzes, das am 19. Jänner 1993 beschlossen wurde und mit 1. Juli 1993 in Kraft trat.
Als Vorläufer war im Bundesland Vorarlberg der Pflegezuschuss, auch mit sieben Pflegestufen, über Initiative des Landesrates Fredy Mayer, seit dem 1. Jänner 1990 in Kraft, womit die Zuweisungen in Pflegeheime abnahmen und damit eine Alternative zur Pflegeheimunterbringung bewirkt war. Bis 2012 gab es daneben Pflegegeldgesetze in den neun Bundesländern. Diese wurden mit dem 1. Jänner 2012 auf das Bundespflegegeldgesetz übergeleitet. Hierbei kam es zu einer – zunächst unbemerkt gebliebenen – Verschärfung der Anspruchsvoraussetzungen. Die Länder-Pflegegeldgesetze enthielten sogenannte Härtefall-Klauseln, nach denen unter bestimmten Voraussetzungen auch Nicht-Österreicher Anspruch auf Pflegegeld haben (z. B. § 3 Abs. 4 Wiener Pflegegeldgesetz, WPGG). Vom Erfordernis der österreichischen Staatsangehörigkeit konnte abgesehen werden, „wenn das auf Grund der persönlichen oder familiären Verhältnisse (einschließlich der Verhältnisse der eingetragenen Partnerschaft) oder der wirtschaftlichen Verhältnisse der Fremden oder des Fremden zur Vermeidung einer sozialen Härte geboten erschien“ (§ 3 Abs. 4 WPGG). In der Folge wurde im Laufe des Jahres 2012 wiederholt pflegebedürftigen Personen, die in Österreich subsidiären Schutzstatus erhalten hatten, das Pflegegeld verweigert.
Eine jährliche Anpassung an die Inflation steht noch aus.
Im Jahr 2009 wurde das Pflegegeld erhöht (siehe Tabelle). Es sollte auch eine Neuordnung der Pflegestufen vorgenommen werden, um den tatsächlich höheren Zeitbedarf für Menschen mit Behinderung und/oder Demenz zu berücksichtigen. Der Ministerialentwurf, der in Begutachtung war, wie auch der Vorschlag des Bundesbehindertenbeirats, für die Erschwernis aus Behinderung und/oder Demenz eine Stunde pro Tag vorzusehen, also 30 Stunden für einen Monat, soll auf Vorschlag des Sozialministers auf 25 Stunden reduziert werden. Der Erschwerniszuschlag für schwerstbehinderte Kinder bis zum siebten Lebensjahr beträgt 50 Stunden, bis zum fünfzehnten Lebensjahr 75 Stunden.
Zusätzlich gibt es ab der 3. Pflegestufe des Versicherten für Betreuung zu Hause (Hausbetreuung) eine Förderung für den pflegenden Angehörigen, abhängig vom beruflichen Status.
In Österreich bezogen Ende 2010 über 370.000 Personen Pflegegeld vom Bund, im Juli 2012 waren es bereits über 440.000 Menschen. Dazu kamen (bis Ende 2011) noch Bezieher nach den Pflegegeldgesetzen der Länder, im Jahr 2008 waren dies knapp 60.000.
| Pflegestufe                                          | Pflegestufe                                                                            | Pflegegeld (€ monatlich) | Pflegegeld (€ monatlich) | Pflegegeld- bezieher (in %) (1) |
| ---------------------------------------------------- | -------------------------------------------------------------------------------------- | ------------------------ | ------------------------ | ------------------------------- |
| (monatl. Pflegebedarf)                               | (monatl. Pflegebedarf)                                                                 | bis Ende 2008            | ab 2009                  | Pflegegeld- bezieher (in %) (1) |
| 1                                                    | über 50 Stunden                                                                        | 148                      | 154                      | 21,7                            |
| 2                                                    | über 75 Stunden                                                                        | 273                      | 284                      | 34,0                            |
| 3                                                    | über 120 Stunden (Schwere Behinderung, Rollstuhl)                                      | 422                      | 443                      | 16,4                            |
| 4                                                    | über 160 Stunden (Blindheit, Rollstuhl mit Stuhl- oder Harninkontinenz)                | 633                      | 664                      | 15,3                            |
| 5                                                    | über 180 Stunden (Dauerbereitschaft, Taubblindheit, Rollstuhl mit Ausfall Armfunktion) | 859                      | 902                      | 8,0                             |
| 6                                                    | über 180 Stunden (Ständige Tag- und Nachtbetreuung)                                    | 1172                     | 1242                     | 2,8                             |
| 7                                                    | über 180 Stunden (Keine zielgerichtete Bewegung aller Extremitäten)                    | 1562                     | 1656                     | 1,7                             |
| 24-Stunden-Pflege (Förderung, ab der 3. Pflegestufe) |                                                                                        |                          |                          |                                 |
|                                                      | Selbstständige                                                                         | 225                      | 550                      |                                 |
|                                                      | Unselbstständige                                                                       | 800                      | 1100                     |                                 |

Quelle: APA/Hilfswerk, HV Pflegeversicherer
(1) nur Bezug Bundespflegegeld

## Schweiz
Es gibt keine explizite Pflegeversicherung, diese ist Bestandteil der obligatorischen Krankenversicherung.

## Italien/Südtirol
2007 wurde in Südtirol mit dem Landesgesetz für Pflegesicherung ein Pflegegeld mit vier Stufen beschlossen, mit 510, 900, 1.350 bzw. 1.800 Euro pro Monat, wobei für die 1. Stufe ein Pflegebedarf von mindestens zwei Stunden täglich festgesetzt wurde.